# فريدريك إي. همر
فريدريك إي. همر هو محامي وقاضي وسياسي أمريكي، ولد في 7 أبريل 1909، وتوفي في 3 سبتمبر 1980. نشط حزبياً في الحزب الجمهوري. وقد انتخب عضو مجلس ولاية نيويورك ‏.